# Beleg van Bredevoort (1278)
Het Beleg van Bredevoort in 1278 was een beleg in 1278 door Everhard I van der Mark in het Gelderse Bredevoort uit wraak nadat zijn vader Engelbert I van der Mark op het kasteel Bredevoort stierf aan een hartaanval doordat hij ontvoerd werd door Herman van Loon in 1277.

## Geschiedenis
Kasteel Bredevoort is in die tijd een verblijfplaats van de graven van Lohn en gebruiken het kasteel als uitvalsbasis voor winstgevende plundertochten in het nabijgelegen Munsterland.
Na Herman en Johan van Bredevoort erfden de graaf van Lohn en de graaf van Steinfurt ieder een deel van kasteel en Heerlijkheid Bredevoort. Nadat de graaf van Steinfurt zijn deel verkocht aan Engelbert II van Berg de bisschop van Münster en de graaf van Lohn zijn deel overgaf aan Otto I van Gelre de graaf van Gelre, begon de strijd om het gehele bezit van de heerlijkheid tussen Münster en Gelre. In 1246 draagt Herman II het kasteel op aan de graaf van Gelre om zich zo van een machtige bondgenoot te verzekeren. In het kader van deze strijd ontvoert Graaf Herman II van Lohn in 1277 graaf Engelbert van der Mark, waarvan Engelbert door een hartaanval in het kasteel komt te overlijden.

## Belegering uit wraak
In 1278 neemt Engelberts zoon en opvolger graaf Everhard I van der Mark wraak en valt Bredevoort aan, ondanks de onmiddellijke overdracht van het gebalsemde stoffelijke overschot van zijn vader. Dat doet hij zo vastberaden dat de belegerde bezetting 's nachts de stad heimelijk verlaten. Om de graaf van Lohn te breken slopen de belegaars het kasteel daarna volledig. Het kasteel mag daarna niet worden herbouwd, voordat Herman van Loon een pelgrimstocht gaat ondernemen. Het kasteel blijft zestien jaar lang een ruïne. Als Boudewijn van Steinfurt in 1284 besluit zijn helft van de ruïne van het kasteel te verkopen aan bisschop Everhard van Münster. Hiermee versterkt Münster haar gezag in dit gebied aan de grens van Gelre. Münster en Gelre hebben echter gelijke rechten op de helft van de burcht. Deze stand van zaken wordt gecompliceerd als Münster regelmatig in oorlog is met de graven Van Der Mark. Bisschop Wigbold I van Holte van Keulen (1297-1304) steunt graaf Herman II van Lohn daarin, en komt weer in bezit van Bredevoort. Bijzonder is dat de bisschoppen van Münster en Keulen zich in 1301 verplichten om de wederopbouw van kasteel Bredevoort te betalen.
1278: Van der Mark · 
1322-26: Reinoud van Gelre · 
1572: Willem van den Bergh ·
1583: Desperaten · 
1597: Maurits van Oranje · 
1606: Frederik Hendrik · 
1672: Bernhard von Galen